# نخست‌وزیر تونگا
نخست‌وزیر تونگا (انگلیسی: Prime Minister of Tonga) رئیس دولت کشور است. تونگا یک اقلیم پادشاهی است که در حال حاضر توپوی ششم، نخست‌وزیر سابق، به عنوان رئیس دولت می‌باشد. نخست‌وزیر فعلی سیائوسی سوالنی است که در ۱۵ دسامبر ۲۰۲۱ انتخاب شد. سوالنی با ۱۶ رای انتخاب گردید.
دفتر نخست‌وزیری توسط قانون اساسی ۱۸۷۵ بنیان گذاشته شد که در ماده ۵۱ آن تصریح شده‌است، نخست‌وزیر و سایر وزرا توسط پادشاه منصوب و عزل می‌شوند.